# Judaïst
Een judaïst is iemand die is afgestudeerd in de judaïstiek en/of daarin lesgeeft, of die anderszins geldt als een groot kenner van het jodendom.

## Bekende judaïsten
- Albert van der Heide (1942), Nederlands hebraïcus en judaïst, hoogleraar
- Pieter van der Horst (1946), Nederlands theoloog, taalkundige en judaïst, hoogleraar
- Chana Safrai (1946-2008), Israëlisch orthodox-joods judaïste
- Kurt Schubert (1923-2007), Oostenrijks hebraïcus en judaïst, hoogleraar